# August Becker (författare)
August Becker, född den 27 april 1828 i Klingenmünster, Pfalz, död den 23 mars 1891 i Eisenach, var en tysk författare. 
Under försakelser och umbäranden skaffade sig Becker skol- och universitetsbildning och ägnade sig efter 1850 åt litteraturen. Åren 1859–64 var han redaktör för "Isar-Zeitung", det "stortyska" partiets organ. Av hans verk kan nämnas eposet Jung Friedel (1854), berättelserna Novellen (1856), Aus Dorf und Stadt (1869) samt de stora romanerna Des Rabbi Vermächtnis (1866 –67, 2:a upplagan 1884), Vervehmt (1868), Der Karfunkel (1870), Der Nixenfischer (1871), Meine Schwester (1876), Maler Schönbart (3 upplagor 1878), Auf Waldwegen (1881) och Die graue Jette (1890).